# Ferdi Vierklau
Ferdinand „Ferdi“ Vierklau (* 1. April 1973 in Bilthoven) ist ein ehemaliger niederländischer Fußballspieler. Der Verteidiger spielte für verschiedene Vereine in der Eredivisie sowie bei CD Teneriffa in der Primera División. Zweimal spielte er in der niederländischen Nationalmannschaft.

## Vereinskarriere
Vierklaus Profikarriere begann 1991 beim FC Utrecht, für den er als 18-Jähriger bereits fünf Saisoneinsätze hatte. In den folgenden vier Spielzeiten war er Stammspieler in der Ehrendivision. Nach fünf Jahren mit insgesamt 117 Einsätzen ging er für eine Saison zu Vitesse Arnheim, ehe er im Sommer 1997 in die Primera División wechselte. Anderthalb Jahre blieb er bei CD Teneriffa, ehe er im Winter 1998/99 zu Ajax Amsterdam wechselte. Mit Ajax wurde er 1999 Pokalsieger und gewann 2002 das Double und den Supercup. International spielte er für Ajax viermal im UEFA-Pokal und kam 2001 zu einem Einsatz in der Champions-League-Qualifikation. Er konnte sich in Amsterdam nie richtig durchsetzen und wechselte nach 38 Einsätzen in dreieinhalb Spielzeiten zum Amateurclub VV RUC.

## Nationalmannschaft
Nachdem Vierklau im August 1996 gegen Brasilien bereits zum Kader von Bondscoach Guus Hiddink gehört hatte, kam er am 5. Oktober 1996 zu seinem ersten Länderspieleinsatz. Beim 3:1-Sieg der Niederländer in der WM-Qualifikation in Cardiff gegen Wales spielte er von Anfang an. In der 71. Spielminute wurde er beim Stand von 1:0 für Wales gegen Pierre van Hooijdonk ausgewechselt, der nur eine Minute nach seiner Einwechslung den Ausgleich und wiederum drei Minuten später den Führungstreffer erzielte.
In den folgenden Spielen gehörte Vierklau weiter zum Kader der Elftal, saß jedoch als Ergänzungsspieler fünfmal nur auf der Bank, ehe er am 4. Juni 1997 beim 2:0-Sieg in Johannesburg gegen Südafrika zu seinem zweiten Einsatz kam. Nach diesem Spiel tauchte er nicht mehr im Kader der Nationalmannschaft auf.